# توسون شيمازاكي
توسون شيمازاكي (25 مارس 1872 - 22 أغسطس 1943) كان الاسم الفني لهاروكي شيمازاكي، وهو كاتب ياباني نشط في عصور ميجي، تايشو وأوائل شووا في اليابان. بدأ مسيرته شاعرًا رومانسيًا، لكنه أصبح فيما بعد من أبرز دعاة الواقعية الطبيعية اليابانية. الرواية التاريخية «قبل الفجر» (1929-1935)، التي تتحدث عن سقوط شوغونية (طبقة الحكام والقادة في اليابان) توكوغاوا، هي أشهر أعماله.

## نشأته
ولد شيمازاكي في بلدة ماغومي-جوكو، محافظة ناغانو (التي تعد الآن جزءًا من ناكاتسوغاوا، محافظة غيفو)، وكان ابن ماساكي شيمازاكي وزوجته نوي. في عام 1881، أرسله والده إلى طوكيو للحصول على التعليم. ماساكي، الذي أظهر سلوكًا غريبًا متزايدًا وعانى من هلوسات، حبسته عائلته في زنزانة بُنيت خصيصًا له وتوفي عندما كان شيمازاكي يبلغ من العمر أربعة عشر عامًا فقط. عانت أيضًا أخت شيمازاكي الكبرى، سونو تاكاسي، من اضطرابات عقلية في سنواتها الأخيرة.
تم تعميد شيمازاكي في عام 1888 أثناء دراسته في جامعة ميجي غاكوين المسيحية، حيث كون صداقات مع الكتاب والمترجمين بابا كوتشو وشوكوتسو توغاوا. اتخذ خطواته الأولى في الكتابة وساهم في مجلة أدبية بعنوان «سوميري-غوسا»، حتى منع مدير الجامعة يوشيهارو إيواموتو نشرها. بعد تخرجه من ميجي غاكوين في عام 1891، كسب شيمازاكي راتبًا صغيرًا من خلال المساهمة بترجمات إلى مجلة إيواموتو «جوغاكو زاسشي». بدأ تدريس اللغة الإنجليزية في مدرسة ميجي المسيحية للنساء (ميجي جوغاكو) في العام التالي، لكنه غادر بعد بضعة أشهر فقط، جزئيًا بسبب قلة خبرته في التدريس، وجزئيًا بسبب مودته لإحدى تلميذاته. في هذه الفترة، أزال اسمه من سجل كنيسة إيتشيبانتشو. انضم إلى مجموعة من الكتّاب الذين أسسوا مجلة الأدب «بونغاكوكاي»، والتي ساهم فيها بمخطوطاته. أحد محرري «بونغاكوكاي»، الكاتب توكوكو كيتامورا، الذي اعتبره شيمازاكي معلمه، انتحر في عام 1894. بدأ شيمازاكي، الذي لم يتجاوز هذه الخسارة تمامًا، بتحرير مجموعتين من أعمال كيتامورا بعد وفاته.
في عام 1896، انتقل شيمازاكي إلى سينداي في شمال اليابان لقبول منصب تدريسي في جامعة توهوكو غاكوين. نشرت مجموعته الشعرية الأولى، واكانا-شو (التي تعني «مجموعة الأعشاب الصغيرة»، 1897) بينما كان في سينداي. حققت هذه المجموعة نجاحًا أطلقه في مسيرته المستقبلية، واعتبر أحد مبدعي حركة الرومانسية الأدبية في عصر ميجي. نشر المزيد من مجموعات الشعر، لكن بعد تحول القرن، غير موهبته إلى الرواية النثرية. في عام 1899، تزوج من ابنة التاجر فويوكو هاتا.

## مسيرته الأدبية
صدرت أول رواية لشيمازاكي، «الوصية المكسورة»، بتمويل ذاتي في عام 1906 وتعتبر على نطاق واسع أول رواية يابانية واقعية طبيعية. تتبع القصة معلمًا من البوراكومين ممزقًا بين الوعد الذي قطعه لوالده بإبقاء حالة النبذ الخاصة به سرًا ورغبته في الاعتراف بأصله للأشخاص المقربين منه. بينما كان شيمازاكي يكتبها، توفي ثلاثة من أطفاله بسبب المرض. نسبت الوفيات لاحقًا إلى سوء التغذية المحتمل نتيجة للقيود المالية للعائلة في وقت الكتابة، الأمر الذي تسبب لشيمازاكي بانتقادات قاسية، من بين آخرين من الكاتب ناويا شيغا.
روايته الثانية، «هارو» (الربيع، 1908)، التي استمدت عنوانها من لوحة بوتيتشيلي بنفس الاسم، كانت الأولى في سلسلة من الروايات التي روّت سيرته الذاتية خياليًا، هنا الأعوام 1893–1896، حيث يستعيد ذكريات حياته بين الشعراء الشبان من حركة الرومانسية. كانت «هارو» أول أعماله التي ظهرت في البداية بالتسلسل. مثل الرواية السابقة والتالية، نُشرت «هارو» لاحقًا في شكل كتاب ضمن سلسلة شيمازاكي الخاصة «ريوكوين سوشو» (سلسلة ظلال الخضرة)، التي أشرف عليها خلال جميع مراحل الإنتاج، بما في ذلك تصميمات أغلفة الكتب.